# Madarit
Madarit (znany też jako Mettarit) – władca Królestwa Mrauk U w Arakanie w latach 1737–1742. Był bratem panującego wcześniej Sandawizayi. Po śmierci brata tron przejął na krótko cudzoziemski uzurpator Katya (albo Gadra) – muzułmanin pochodzący z Bengalu. Informacje o panowaniu Madarita są bardzo skąpe. Jak podaje kronika Rakhine Razawin był on bardzo pobożnym buddystą. Zmarł na czarną ospę w roku 1742.